# Нарано (Болцано)
Нарано је насеље у Италији у округу Болцано, региону Трентино-Јужни Тирол.
Према процени из 2011. у насељу је живело 55 становника. Насеље се налази на надморској висини од 670 м.